# Odontodoryctes tristis
Odontodoryctes tristis är en stekelart som beskrevs av Granger 1949. Odontodoryctes tristis ingår i släktet Odontodoryctes och familjen bracksteklar. Inga underarter finns listade i Catalogue of Life.